# Jarle Halsnes
Jarle Halsnes (ur. 4 maja 1957 q Sauda) – norweski narciarz alpejski. Zajął 11. miejsce w gigancie na igrzyskach w Lake Placid. Był także jedenasty w gigancie i w slalomie na mistrzostwach świata w Schladming. Jego najlepszym sezonem w Pucharze Świata był sezon 1980/1981, kiedy to zajął 13. miejsce w klasyfikacji generalnej.

## Sukcesy

### Puchar Świata

#### Miejsca w klasyfikacji generalnej
- 1979/1980 – 24.
- 1980/1981 – 13.
- 1981/1982 – 41.

#### Miejsca na podium
1. Waterville Valley – 26 lutego 1980 (gigant) – 3. miejsce
2. St. Anton am Arlberg – 1 lutego 1981 (slalom) – 3. miejsce